# 李斯羽
李斯羽（1984年4月16日—）是一位主持人。

## 生平
1984年出生于北京，中国大陆知名模特和时尚节目主持人。毕业于北京广播学院英语播音专业。因在中央电视台二套幸运52中连续闯下七关擂主而出名。现主持旅游卫视美丽俏佳人节目。
- 李斯羽承认掌掴患癌男友 《美丽俏佳人》声明暂停其工作 （页面存档备份，存于）